# Ekam
Ekaṃ (एकं) ist Sanskrit für „eins, einzeln, undifferenziert“ (geschlechtsneutral), als Substantiv mit der Bedeutung „Das Eine“ (Henosis). Im Ayyavazhi und im Hinduismus bezieht es sich auf ein Konzept des Monismus, das dem des Brahman in der Advaita-Philosophie und der Smarta-Theologie ähnelt. 

## Wahrheit ist Eins
Im Rig Veda 1.164.46 steht: “ekam sad viprā bahudhā vadanti” - „Satya (= Wahrheit) ist eins, die Weisen nennen sie mit verschiedenen Namen.“ „Sie nennen ihn Indra, Mitra, Varuna, Agni, und er ist der himmlische, edel geflügelte Garutman. Dem, was Eins ist, geben die Weisen viele Titel. Sie nennen es Agni, Yama, Matarisvan.“ Nach William A. Graham bezieht sich ‚das Eine‘ in Vers 1.164.46 auf Vāc (auch „Vach“ genannt), die Göttin der Sprache, die als ‚die schöpferische Kraft und absolute Kraft im Universum‘ erscheint. In der späteren vedischen Literatur wird „Sprache oder Äußerung auch mit der höchsten Kraft oder transzendenten Realität identifiziert“ und „in diesem Sinne mit Brahman gleichgesetzt“. Frauwallner stellt fest, dass „viele Götter auf die eine Gottheit zurückgeführt werden. Das Eine (ekaṃ) ist nicht adjektivisch als Eigenschaft gemeint, sondern als Substantiv, als das tragende Zentrum der Wirklichkeit."

## Ayyavazhi
Ekaṃ (Tamil: ஏகம், „die höchste Einheit“) ist der Begriff, der in Akilathirattu Ammanai, dem heiligen Buch der Religion der Ayyavali, verwendet wird, um das Absolute darzustellen. In Thiruvasakam-2 heißt es, dass aus diesem Ekaṃ alle Objekte, einschließlich der einzelnen Gottheiten, Deva und Asuras, des Universums entstanden sind. Gemäß Akilam (Kurzform von Akilathirattu Ammanai) ist dieser Zustand von ekaṃ jenseits des Bewusstseins und abgeleitet bis jenseits des Zustands der Veränderung und ist der extreme Zustand, in dem das gesamte Universum existiert. 

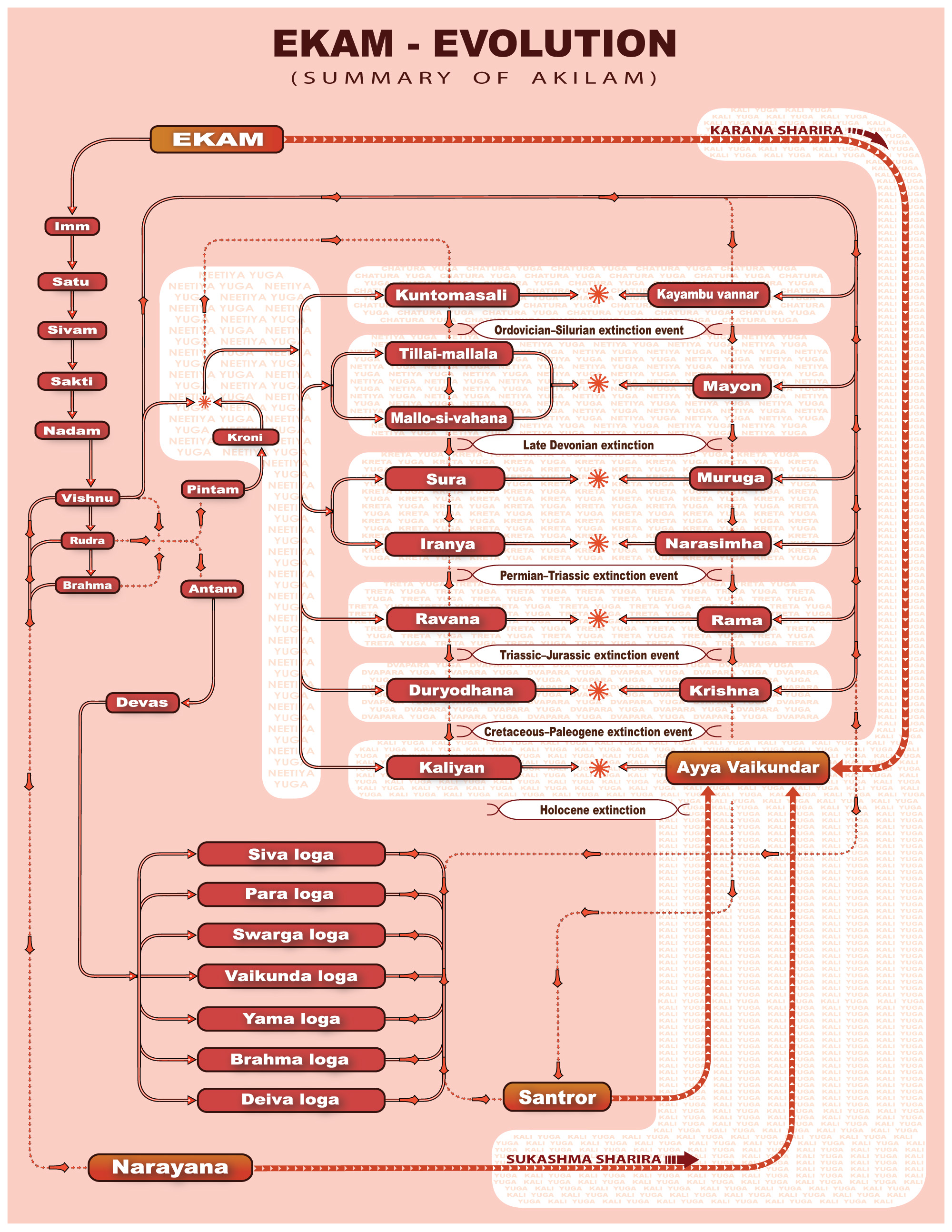
Evolution von Ekam, der Quelle der gesamten Existenz, wie in Akilam beschrieben

Im Saivismus wird Ekaṃ allgemein verwendet, um sich auf die Einheit von Gott zu beziehen, aber im Ayyavazhi wird die grundlegende Einheit separat symbolisiert, um jenseits aller Gottheiten und Mächte erhaben und ultimativ zu sein. Die Ableitungen von Ekaṃ in den Ayyavazhi-Schriften stehen manchmal der pantheistischen Form der Theologie nahe. In der Mythologie der Ayyavazhi werden Gottheiten wie Shiva, Vishnu als die Gottheiten bezeichnet, die die Macht haben, dieses Ekaṃ zu regieren, wobei sie von Zeit zu Zeit wechseln, Shiva bis zum Kali Yuga und Vishnu ab dem Beginn des Kali Yuga. Es gibt separate Zitate im Akilam, die sowohl Shiva als auch Vishnu mit dieser Position betrauen. Dennoch wird das Ekaṃ über diese Gottheiten hinaus angesprochen.
Aber als Ayya Vaikundar in der Singarathoppe gefangen ist, sagt er: „Ich bin derjenige, der das Ekam erschaffen hat und derjenige, der überall allgegenwärtig ist“. Damit offenbart die Theologie Vaikundar (Gott) als jenseits der Attribute von Ekam, was die Theologie der Ayyavazhi mehr in Richtung Pantheismus bewegt.

## Beispiele in der Mythologie
Ekaṃ wird von Rama nicht nur als niraakaar (formlos), sondern auch als nirguna (jenseits von Qualität) beschrieben, was seine unparteiische Haltung verdeutlicht. Damit hat Rama seine monotheistischen Gegner, die allein an ekaṃ, ihren Gott, der sie „in schwierigen Zeiten testet“, glauben, bekehrt und unterworfen.